# Saint-André-sur-Cailly
Saint-André-sur-Cailly ist eine französische Gemeinde mit 805 Einwohnern (Stand: 1. Januar 2022) im Département Seine-Maritime in der Region Normandie. Sie gehört zum Arrondissement Rouen und zum Kanton Le Mesnil-Esnard (bis 2015: Kanton Clères).

## Geographie
Saint-André-sur-Cailly liegt etwa 15 Kilometer nordöstlich von Rouen. Umgeben wird Saint-André-sur-Cailly von den Nachbargemeinden Saint-Germain-sous-Cailly im Norden, Cailly im Nordosten, La Rue-Saint-Pierre im Osten, Pierreval im Südosten, Morgny-La Pommeraye im Süden und Südosten, Quincampoix im Süden und Südwesten, Saint-Georges-sur-Fontaine im Westen sowie Claville-Motteville im Nordwesten.
Durch den Süden der Gemeinde führt die Autoroute A28. 

## Bevölkerungsentwicklung
| 1962                      | 1968 | 1975 | 1982 | 1990 | 1999 | 2006 | 2013 |
| ------------------------- | ---- | ---- | ---- | ---- | ---- | ---- | ---- |
| 480                       | 405  | 524  | 583  | 636  | 821  | 843  | 867  |
| Quelle: Cassini und INSEE |      |      |      |      |      |      |      |

## Sehenswürdigkeiten
- Kirche Saint-André